# Lekin...
Pour plus de détails, voir Fiche technique et Distribution.
Lekin..., littéralement en français : Mais..., est un drame à énigme, en langue hindoue, librement inspiré de la nouvelle de 1895 Kshudhit Pashaan (Hungry Stones (en)) de Rabindranath Tagore, réalisé en 1990, par Gulzar. Le film met en vedette Dimple Kapadia, Vinod Khanna, Amjad Khan, Alok Nath, Beena Banerjee (en), avec une apparition spéciale de Hema Malini. Le film a mis 4 ans à sortir en salles, le plan Muhurat (en) a été lancé par le joueur de cricket Sunil Gavaskar, le 28 septembre 1987.
Le film est produit par la chanteuse indienne Lata Mangeshkar (coproducteurs : Hridaynath Mangeshkar, Bal Phule), dont l'interprétation de Yara Seeli Seeli a remporté le Prix national du film 1991 pour la meilleure chanteuse de play-back (en). Pour ce film, Gulzar, le parolier, a remporté, à la fois le prix national du film pour les meilleures paroles, en 1991, et le prix du meilleur parolier de Filmfare, en 1992. Hridaynath Mangeshkar (en) remporte le prix national du film, en 1991, pour la meilleure réalisation musicale. Parmi les autres prix, attribués au film, citons le National Film Award pour la meilleure direction artistique pour Nitish Roy (en) et le National Film Award pour la meilleure conception de costumes pour Bhanu Athaiya.

## Synopsis
Le fonctionnaire Sameer Niyogi (Vinod Khanna) est envoyé au Rajasthan pour faire l'inventaire des objets se trouvant dans le haveli (manoir) abandonné du Maharaja Param Singh (Vijayendra Ghatge (en)), décédé depuis longtemps. À son arrivée au Rajasthan, il rencontre son vieil ami Shafi (Amjad Khan), qui est collecteur d'impôts dans la région et vit avec sa femme Sharda (Beena Banerjee (en)).
En route vers Jasor, Sameer commence à voir ce qu'il pense être des visions d'un autre temps et d'un autre lieu, visions que lui montre une belle femme qu'il rencontre sous le nom de Reva (Dimple Kapadia). Elle continue d'apparaître et de disparaître pendant son séjour à Jasor. L'apparition et la disparition mystérieuses secouent d'abord Sameer, mais l'assurance que les esprits existent, donnée par un expert du domaine, lui donne une motivation intérieure inconnue pour découvrir la vérité derrière Reva, et son propre moi, ainsi que pour découvrir la raison pour laquelle il est lié à cette histoire. Comme l'histoire est révélée par Reva elle-même, elle est un esprit bloqué dans une période de temps, essayant de traverser le désert pour rencontrer sa soeur Tara, perdue depuis longtemps. Un soir, la sœur aînée, Tara, vient au palais du Maharaja Param Veer pour un spectacle de chant et de danse. Le Maharaja la regarde avec malveillance et ordonne à ses hommes de ne pas la laisser sortir du palais cette nuit-là pour qu'il puisse la violer.
Ustad Miraj Ali, le maestro musical de la cour du roi, qui se trouve être aussi le professeur de musique de Tara et Rewa, apprend le plan du roi. Il avertit le père de Tara et Rewa et leur conseille de s'enfuir de la ville en traversant le désert. Le roi l'apprend et emprisonne Miraj Ali et Rewa tandis que le chameau de Tara s'avance dans le désert mais nul n'en entend jamais parler. Le cruel Maharaja ordonne également que le père de Tara et Rewa soit fouetté jusqu'à ce qu'il se vide de son sang, puis ordonne à ses hommes de le mettre sur le dos d'un chameau et de l'envoyer dans le désert.
Le roi lubrique tourne alors son attention vers Rewa. Il attend qu'elle devienne une jeune femme. Rewa passe 8 ans en captivité et un jour, le roi souhaite se satisfaire sexuellement avec elle. Ustad Miraj Ali et l'aide d'un des serviteurs du roi élaborent un plan pour aider Rewa à s'échapper de la prison pour se sauver du roi. Nous apprenons que Rewa a échappé de justesse aux griffes du roi indulgent Param Singh. Son mentor Ustad Miraj Ali fait prêter un serment du Coran à l'une de ses connaissances, Mehru, qui est censée aider Rewa à traverser le désert. Mais dans sa tentative de traverser le désert, Mehru est rattrapé par les hommes du roi et puni par des coups de fouet. Il est alors largué dans son village dans un état de mort imminente. Rewa est tué dans une violente tempête de sable dans le désert. Elle est gelée pendant un moment. Alors que les événements se déroulent vers la fin, nous apprenons que Sameer est la renaissance de Mehru et que la sœur aînée de Rewa, Tara, a réussi à traverser le désert quand son chameau l'a précédé. Tara est maintenant plus âgée et a une fille qui porte le nom de sa soeur Rewa, décédée et disparue. Ustad Miraj Ali est également en vie et se trouve chez Tara, bien qu'il soit très âgé. Dès que Sameer arrive chez Tara avec la nouvelle au sujet de Rewa, Ustad Miraj Ali le reconnaît comme Mehru et meurt dans ses bras. Sameer découvre également le squelette de Raja Param Singh dans le donjon du château. Les deux dents en or du crâne permettent d'établir l'identité de ce squelette comme appartenant au roi Param Singh. Le mystère demeure : comment le roi Param Singh est-il mort dans le donjon du château et comment Ustad Miraj Ali a-t-il réussi à s'échapper ?
Sameer finit par remplir son engagement d'aider l'esprit de Reva non seulement à traverser le désert mais aussi à la libérer de la période temporale où elle est bloquée.

## Fiche technique
Sauf indication contraire, les informations mentionnées dans cette section peuvent être confirmées par la base de données cinématographiques IMDb,  présente dans la section « Liens externes ».
- Titre : Lekin...
- Réalisation : Gulzar
- Scénario : Rabindranath Tagore, Kailash Advani, Arun Kaul (en)
- Musique : Hridaynath Mangeshkar (en) et Gulzar
- Production : Anwar Ali (en) - F.K. Rattonsey - Yokohama Productions
- Langue : Hindi
- Genre : Drame
- Durée : 171 minutes (2 h 51)
- Dates de sorties en salles :
  -  Inde : 11 octobre 1991

## Distribution
- Vinod Khanna : Sameer Niyogi
- Dimple Kapadia : Reva
- Amjad Khan : Shafi Ahmed Siddiqui
- Beena Banerjee (en) : Sharda, la femme de Shafi
- Alok Nath : Ustad Meraj Ali
- Hema Malini : Tara (apparition spéciale)
- Moon Moon Sen (en) : Pammi
- Vijayendra Ghatge (en) : Raja Param Singh